# 12. јануар
12. јануар је дванаести дан у години у Грегоријанском календару. 353 дана (354 у преступним годинама) остаје у години после овог дана.

## Догађаји
- 475 — Византијски цар Зенон приморан је да побегне из своје престонице у Константинопољу, а његов генерал Василиск стиче контролу над царством.
- 812 — Изасланици византијског цара Михаила I Рангабеа склопили мир у Ахену с франачким царем Карлом Великим, после више од деценије рата Византије и Франачког царства. Један од узрока рата било је Карлово крунисање 800. године у Риму за светог римског цара, што је титула на коју је право полагао Константинопољ.  Тај споразум је имао веома озбиљне последице за све српске земље - оне су подељене граничном линијом између два царства која ће временом постати граница источног и западног хришћанства.
- 1528 — Шведски краљ Густав I крунисан је за шведског краља, који је већ владао од свог избора у јуну 1523.
- 1554 — Баинаунг, из династије Тоунгу који ће наставити да придобија околне државе у своје царство, тако да ће то постати у једном периоду највеће царство у историји југоисточне Азије, тада те 1954. године крунисан је за краља Бурме.
- 1616 — Португалски капетан Франциско Калдеира Кастело Бранко на делти реке Амазон основао је град Белем у Бразилу.
- 1848 — На Сицилији се догодио устанак Палерма против Бурбонског краљевства Две Сицилије.
- 1866 — У Лондону је основано Краљевско ваздухопловно друштво.
- 1872 — Јоханес IV је крунисан за цара Етиопије у Аксуму , што је прво царско крунисање у том граду после више од 200 година.
- 1873 — У Србији је уведен динар као новчана јединица, чиме је отклоњен монетарни хаос и употреба више од 40 врста туђег металног новца – дуката, форинти, талира, цекина и других.
- 1879 — Почео је рат између Британаца и племена Зулу у јужној Африци.
- 1894 — Јапанске трупе су почеле инвазију Koреје.
- 1906 — Почео Царински рат између Краљевине Србије и Аустроугарске монархије
- 1915 — Полетео је први авион начињен у потпуности од метала, који је конструисао Немац Хуго Јункерс.
- 1916 — 
  - Први светски рат: Освалд Боелцке и Мак Имелман, добили су највишу војну награду Немачког царства за по осам ваздушних победа над савезничким авионима, Поур ле Мерите, као први немачки авијатичари који су је заслужили.
  - Први светски рат: У оперативни дневник Треће аустријске армије записано је да је та армија неспособна да настави борбу на Мојковцу без попуне новим снагама, а црногорској војсци је наређено да по сваку цену издржи нападе и сачува одступницу српској војсци која је већ била безбедна.
- 1918 — Српска војска је по завршетку Првог светског рата ушла у Земун, чиме је окончана двовековна владавина Хабсбуршке монархије у том граду.
- 1932 — Хети Каравај, демократа из Арканзаса, постала прва жена изабрана у Сенат САД.
- 1940 — 
  - Други светски рат: Русија бомбардовала финске градове.
  - Други светски рат: Краљевина Југославија је потписала с Мађарском пакт о вечном пријатељству, у намери да побољша односе с Немачком.
- 1942 — 
  - Други светски рат: Председник Сједињених Држава Френклин Д. Рузвелт је по извршној наредби 9017, основао Национални одбор за ратне раднике. Одбор је био нешто као арбитражни суд у случајевима спорова око управљања радним односима како би спречио прекиде рада који би могли ометати ратне напоре. Пошто се десила комплетна пренамена цивилне индустрије у војну због ратног стања, дошло је до побуне у неким предузећима који нису баш били вољни да раде ствари које им се не исплате, онда је због тога и основан овај одбор који се бавио решавањем радних спорова и функцијама стабилизације зарада. Национални одбор се даље децентрализовао 1943. године, када је успоставио посебне трипартитне комисије који ће се бавити одређеним индустријама на националној основи. Рузвелтов наследник Хари С. Труман издао је извршну наредбу 9672 о престанку рада Националног одбора за рад ратних радника 31. децембра 1945. Радне спорове је након тога арбитрирао Национални одбор за радне односе.
  - Други светски рат: Италијански гувернер окупиране Црне Горе генерал Пирцио Бироли наредио да се за једног убијеног или рањеног официра стреља 50, а за подофицира или војника 10 цивила.
  - Други светски рат: Јаке италијанске снаге су упале у зетска села Горичане и Махалу, надомак Подгорице. У таласима Мораче и на њеним обалама погинули су командант зетског батаљона Нико Мараш (његово име  данас носи једна од основних школа у Зети), комесар горичанске чете Војин Божовић и борац Милутин Марковић, који је одбијајући да се преда Италијанима бомбом извршио самоубиство.
- 1945 — Други светски рат: Почетак офанзивних операција Црвене армије на реци Висли, због којих су немачке снаге биле приморане да обуставе удар у Алзасу и да све расположиве резерве пребаце на совјетско-немачки фронт. Од тада па све до капитулације Трећег рајха иницијатива на фронтовима била је у рукама антифашистичке коалиције.
- 1953 — Скупштина Југославије усвојила нов Устав. Укинуто Веће народа и формирано Веће произвођача, чиме је изгубљено национално обележје институционалне скупштинске структуре.
- 1962 —  Вијетнамски рат: Покренута је операција Чопер, прва америчка борбена мисија у рату. Американци су крајем децембра са 82 хеликоптера слетели у Сајгон и чекали наређење о нападу. У нападу је учествовало преко 1000 падобранаца против Вијетнамаца, који су били поприлично изненађени нападом, али су стекли драгоцено борбено искуство које су касније са великим учинком користили против америчких трупа.
- 1963 — Независност: Кенија је постала независна држава у оквиру Британског комонвелта с Џомом Кенијатом као премијером. На исти дан 1964. године постала је република, а Кенијата први председник.
- 1964 —  Војни пуч: У Занзибару, месец дана пошто је та острвска афричка држава у Индијском океану постала независна, збачен је са власти султан у побуни познатој као Занзибарска револуција и проглашена република с председником Абеидом Карумеом. Четири месеца касније Занзибар се ујединио с Тангањиком у Танзанију.
- 1966 — Вијетнамски рат: Линдон Б. Џонсон је изјавио да би Сједињене Државе требало да остану у Јужном Вијетнаму док се тамошња комунистичка агресија не оконча.
- 1969 — 
  - Објављен први албум британске рок групе Лед зепелин.
  - Грчка се повукла из Савета Европе и тиме избегла да због војног режима и кршења људских права буде избачена из те европске институције.
- 1970 — Грађански рат: Године 1967. започети грађански рат за аутономију Бијафре од Нигерије завршио је победом нигеријских трупа и капитулацијом генерала Филипа Ефионга.
- 1977 — Израелци су масовним демонстрацијама изразили протест због одлуке Француске да пусти на слободу Абу Дауда, вођу палестинских терориста који су 1972. извршили масакр над израелским атлетичарима на Олимпијским играма 1972. у Минхену.
- 1979 — Војни пуч: Група генерала извршила је војни удар у Јужној Кореји и преузела власт.
- 1981 — Почела са емитовањем америчка ТВ сапуница „Династија“.
- 1983 — Тероризам: Шиитски екстремисти активирали су аутомобиле бомбе испред америчке и француске амбасаде у Кувајту. Пет особа је погинуло, а 86 рањено.
- 1990 — Румунски председник Јон Илијеску саопштио да је Комунистичка партија Румуније стављена ван закона.
- 1991 — Конгрес САД одобрио председнику Џорџу Бушу употребу војне силе да би присилио ирачку армију да напусти Кувајт.
- 1992 — 
  - Влада Алжира дан после оставке шефа државе Шадлија Бенџедида одложила другу рунду парламентарних избора, образложивши то „немогућношћу настављања изборног процеса“. На изборима водио исламски Фронт националног спаса. Исламисти се прихватили оружја и у наредним годинама убијено више десетина хиљада Алжираца.
  - Референдум за територијалну и политичку аутономију Албанаца у Македонији[1]
- 1993 — 
  - Комесаријат Уједињених нација за избеглице саопштио је да је 1992. у свету било више од 18,5 милиона избеглица. Број избеглица повећан за 3,5 милиона у односу на 1991, од чега три милиона расељено и избегло са територије Југославије.
  - Рат у БиХ: На мировним преговорима у Женеви председник Републике Српске Радован Караџић прихватио уставне принципе предвиђене Венс-Овеновим мировним планом.
- 1995 — Савет безбедности УН за још сто дана продужио делимичну суспензију санкција Савезној Републици Југославији.
- 1996 — Рат у БиХ: Прве руске јединице у саставу ИФОР стигле у Босну и Херцеговину, у првој заједничкој војној мисији с трупама САД и осталих западних земаља после Другог светског рата.
- 1997 — Вештачки сателити: Програм свемирског шатла: Атлантис је лансиран из свемирског центра Кенеди у мисији СТС-81 до руске свемирске станице Мир, носећи астронаута Џерија М. Линенгера на четворомесечном боравку на станици, замењујући астронаута Џон Е. Блаха.
- 1998 —
  - 19 европских држава потписало документ о забрани клонирања људских бића.
  - У Београду почео штрајк Градског саобраћајног предузећа. Први пут у стогодишњој историји јавног превоза на београдске улице није изашло ниједно возило ГСП. Штрајк трајао шест дана.
  - Немачка пристала да установи фонд од 200 милиона марака ради обештећења око 18.000 Јевреја из источноевропских земаља, који су претрпели мучење нациста у Другом светском рату.
- 2000 — 
  - Тероризам: Турска влада сагласила се да одгоди смртну казну вешањем вођи курдских побуњеника Абдулаху Оџалану.
  - Велика Британија хомосексуалцима дозволила службу у оружаним снагама.
  - Еритреја и Етиопија потписале су у Алжиру мировни споразум којим је окончан двогодишњи рат око граница.
- 2002 — У Бечу је Стални савет ОЕБС-а одлучио да продужи мандате својих мисија на простору бивше Југославије.
- 2005 — Амерички председник Џорџ Буш изјавио је да је око 30.000 грађана Ирака погинуло у рату у тој земљи, од почетка инвазије 20. марта 2003. године.
- 2006 — 
  - У стампеду, за време ритуалног каменовања ђавола задњег дана Хаџа на Мини, Саудијска Арабија, погинула су 362 муслиманска ходочасника.
  - Тероризам: Турчин Мехмет Али Агџа који је 1981. покушао да убије папу Јована Павла II, пуштен је на слободу после одлежаних готово 25 година робије у италијанским и турским затворима због атентата на папу као и убиства једног турског новинара.
  - Бивши чилеански диктатор Аугусто Пиноче пуштен је, уз кауцију од 20.000 долара, из кућног притвора и ослобођен одговорности за случајеве кршења људских права.
- 2007 — Шпанска полиција ухапсила је Изабелу Перон, 75-годишњу бившу председницу Аргентине, због истраге у њеној домовини поводом ликвидације левичарских активиста пре војне диктатуре од 1976. до 1983.
- 2008 — У хеликоптерској несрећи у Македонији у близини Скопља, погинуло је 11 македонских војника који су се враћали из Босне, у којој су боравили у оквиру снага Еуфора
- 2009 — Шеф италијанске дипломатије Франко Фратини позвао је Хрватску и Словенију да реше свој седамнаест година стар гранични спор.
- 2010 — У земљотресу на острву Хаити погинуло око 316.000 особа.
- 2012 — Хашки трибунал осудио је генерала Војске Републике Српске Здравка Толимира на доживотни затвор, прогласивши га кривим за геноцид над Муслиманима из Сребренице у лето 1995. године.
- 2016 — Тероризам: У бомбашком нападу у центру Истанбулу погинуло 10 особа, од чега 9 немачких држављана, а 15 је тешко повређено. За напад код Теодосијевог обелиска, 25 метара од Плаве џамије и недалеко од Аје Софије, туристичког срца тог града, и најпопуларније туристичке дестинације у граду, осумњичен је један  28-годишњи терориста из Сирије.

## Рођења
- 1628 — Шарл Перо, француски писац и академик. (прем. 1703)[2]
- 1852 — Жозеф Жофр, француски маршал. (прем. 1931)[3]
- 1873 — Спиридон Луис, грчки маратонац, победник на Првим олимпијским играма 1896. године. (прем. 1940)[4]
- 1876 — Џек Лондон, амерички писац. (прем. 1916)[5]
- 1878 — Ференц Молнар, мађарски писац и драматург. (прем. 1952)[6]
- 1893 — Херман Геринг, немачки политичар, пилот и војни заповедник, најближи Хитлеров сарадник, други човек Трећег рајха. (прем. 1946)[7]
- 1899 — Паул Херман Милер, швајцарски биохемичар, добитник Нобелове награде за медицину (1948). (прем. 1965)[8]
- 1903 — Игор Курчатов, совјетски нуклеарни физичар. (прем. 1960)[9]
- 1906 — Емануел Левинас, француски филозоф. (прем. 1995)[10]
- 1910 — Луиза Рајнер, немачко-америчко-британска глумица. (прем. 2014)[11]
- 1922 — Татјана Арамбашин Слишковић, хрватска књижевница, новинарка и преводилац. (прем. 2009)[12]
- 1928 — Рут Браун, америчка музичарка и глумица. (прем. 2006)[13]
- 1929 — Аластер Макинтајер, шкотски филозоф. (прем. 2025)[14]
- 1933 — Исидоро Блајстен, аргентински књижевник. (прем. 2004)
- 1944 — Џо Фрејзер, амерички боксер. (прем. 2011)[15]
- 1949 — Харуки Мураками, јапански писац.[16]
- 1949 — Отмар Хицфелд, немачки фудбалер и фудбалски тренер.[17]
- 1951 — Керсти Али, америчка глумица. (прем. 2022)[18]
- 1951 — Раш Лимбо, амерички радијски водитељ, конзервативни политички коментатор и писац. (прем. 2021)[19]
- 1956 — Николај Носков, руски музичар.
- 1960 — Доминик Вилкинс, амерички кошаркаш.[20]
- 1967 — Бланчард Рајан, америчка глумица.[21]
- 1968 — Богољуб Митић, српски глумац, комичар и ТВ водитељ. (прем. 2017)[22]
- 1969 — Роберт Просинечки, хрватски фудбалер и фудбалски тренер.[23]
- 1970 — Рејквон, амерички хип хоп музичар.[24]
- 1974 — Мелани Чизом, енглеска музичарка и глумица, најпознатија као чланица групе Spice Girls.[25]
- 1976 — Драган Исаиловић, српски фудбалер.[26]
- 1982 — Пол-Анри Матје, француски тенисер.[27]
- 1982 — Немања Супић, босанскохерцеговачки фудбалски голман.[28]
- 1987 — Наја Ривера, америчка глумица, певачица и модел. (прем. 2020)[29]
- 1987 — Салваторе Сиригу, италијански фудбалски голман.[30]
- 1989 — Аксел Витсел, белгијски фудбалер.[31]
- 1989 — Бранко Лазић, српски кошаркаш.[32]
- 1990 — Нихад Ђедовић, босанскохерцеговачки кошаркаш.[33]
- 1991 — Тина Крајишник, српска кошаркашица.[34]
- 1991 — Пикси Лот, енглеска музичарка и глумица.[35]
- 1992 — Драгољуб Срнић, српски фудбалер.[36]
- 1992 — Славољуб Срнић, српски фудбалер.[37]
- 1993 — Зејн Малик, енглески музичар.[38]
- 1994 — Емре Џан, немачки фудбалер.[39]
- 1995 — Алесио Ромањоли, италијански фудбалер.[40]
- 1996 — Ела Хендерсон, енглеска музичарка.[41][42]

## Смрти
- 1519 — Максимилијан I Хабзбуршки, цар Светог римског царства (рођ. 1459)
- 1665 — Пјер Ферма, француски математичар. (рођ. 1601)[43]
- 1937 — Ђорђе Вајферт, српски привредник. (рођ. 1850)
- 1976 — Агата Кристи, енглеска књижевница. (рођ. 1890)[44]
- 1977 — Анри Жорж Клузо, француски режисер и сценариста. (рођ. 1904)[45]
- 2002 — Сајрус Венс, државни секретар САД. (рођ. 1917)[46]
- 2003 — Морис Гиб, енглески музичар (група Би Џиз). (рођ. 1949)[47]
- 2004 — Олга Ладиженскаја, руска математичарка. (рођ. 1922)[48]
- 2009 — Драган Савић, српски аутор стрипова, карикатуриста, сликар и новинар. Један је од оснивача листа Ошишани јеж.[49]
- 2019 — Славољуб Ђукић, српски новинар и публициста (рођ. 1928)[50]
- 2021 — Дарија Пантић, српска игуманија (рођ. 1950)[51]
- 2021 — Богдан Станојевић, румунски глумац и политичар српског порекла (рођ. 1958)[52]

## Празници и дани сећања
- Српска православна црква слави:
  - Свету мученицу Анисију
  - Преподобну Теодору Цариградску
  - Светог апостола Тимона
  - Преподобну Теодору Кесаријску
  - Преподобног мученика Гедеона